# Hermandad Nacional Monárquica de España
La Hermandad Nacional Monárquica de España (H.N.M.E.) es una organización española sin ánimo de lucro, fundada en 1961,  regida por la Ley Orgánica 1/2002 , de 22 de marzo, reguladora del Derecho de Asociación. . La H.N.M.E. tiene como principal objetivo la promoción y defensa de la monarquía constitucional y en especial la Monarquía española encarnada en SM el Rey D. Felipe VI y de la  Constitución española de 1978, así como colaborar con otras Monarquías Constitucionales extranjeras y con entidades monárquicas de otros países. La Hermandad tiene delegaciones en la mayoría de las provincias de España, así como en el extranjero.

## Historia
Visita la historia completa de la HNME.
La H.N.M.E. se constituyó como entidad sucesora de una organización monárquica anterior, la Hermandad Nacional Monárquica del Maestrazgo. Dicha organización había sido fundada en 1961 por Ramón Forcadell y Prats, con la finalidad de apoyar la restauración de la monarquía española que debía suceder al general Franco,. Esta antecesora de la H.N.M.E. había caído en letargo tras el ascenso de Juan Carlos I al trono de España en 1975, ya que muchos de sus miembros dieron por cumplido su cometido inicial de lograr la restauración de la monarquía española.
Por este motivo, la organización fue rebautizada como Hermandad Nacional Monárquica de España en la Asamblea General Extraordinaria del 1 de diciembre de 2012, fecha en la que también se eligió a D. Francisco Rodríguez Aguado como presidente de la asociación. En aras de atraer a nuevos miembros y de recuperar el apoyo de los sectores monárquicos de la ciudadanía española, la H.N.M.E. efectuó diversas modificaciones en sus estatutos, a la par que se fundaban nuevos capítulos locales de la asociación por diversos puntos de la geografía española y en otros países .
En junio de 2015, la ONU inscribió a la H.N.M.E. en la base de datos de la Sociedad Civil DESA, lo que le confirió a la asociación el derecho a asistir a las reuniones consultivas del Consejo Económico y Social de las Naciones Unidas. La HNME es asidua a los medios de comunicación debido a su incesante actividad, entre otras, la delegación Balear captó la atención de la prensa nacional española por su obsequio de una ensaimada de grandes dimensiones a la Casa Real, con motivo del cumpleaños de Felipe VI.
El 6 de febrero de 2021, después de una convocatoria de elecciones, en Asamblea General Extraordinaria salió elegido nuevo presidente de la asociación D. José Fernández García por unanimidad.

## Actividades y controversias

### Actividades
Al margen de sus actividades en pro de la Casa Real española y de la Constitución de 1978, la H.N.M.E. lleva a cabo diversas iniciativas de promoción de su labor institucional. Entre estas destacan el certamen literario anual que la organización celebra en honor de Felipe VI desde 2015, así como su diario digital El Monárquico, dedicado a la difusión de las actividades de la H.N.M.E. y la cobertura periodística de acontecimientos relacionados con la monarquía española.Entre otras actividades, realiza una exposición itinerante de retratos de la Familia Real y una representación teatral de la Boda de los Reyes Católicos, como reclamación para la declaración del día 19 de octubre como el "Dia de los Monárquicos de España"
En cuanto que asociación premial sin ánimo de lucro, la H.N.M.E. otorga diversas condecoraciones a aquellas personas que demuestren un especial compromiso para con la continuidad de la monarquía de España, concretamente las medallas de la Orden a la Lealtad Monárquica, la Orden al Mérito y la Orden a la Constancia, todas ellas creadas por la propia Hermandad. . Entre las personas reconocidas por la H.N.M.E. se cuentan con el político D. José Ramón Bauzá, Joan Mesquida, Juan José Laborda y el político del Partido Popular Antonio Marcial Marín Hellín, este último galardonado con la Gran Cruz a la Lealtad Monárquica en junio de 2016.

### Controversias
En 2017, a causa de una serie de disensiones internas, la Junta de la H.N.M.E. expulsó a tres de sus miembros, que a su vez fundaron una nueva asociación de corte monárquico a la que denominaron Unión Nacional Monárquica de España..